# Kabinet-Biden
Het kabinet-Biden was de uitvoerende macht van de Verenigde Staten van Amerika van 20 januari 2021 tot 20 januari 2025. Voormalig vicepresident van de Verenigde Staten Joe Biden uit Delaware van de Democratische Partij werd gekozen als de 46e president van de Verenigde Staten na het winnen van de presidentsverkiezingen van 2020 van de kandidaat van de Republikeinse Partij, zittend president Donald Trump. 
Biden, die eerder had gediend als vicepresident onder president Barack Obama van 2009 tot 2017 en als senator voor Delaware van 1973 tot 2009, was met een leeftijd van 78 jaar de tot dan toe de oudst gekozen president van de Verenigde Staten uit de geschiedenis en de tweede rooms-katholieke president na John F. Kennedy. Donald Trump was vier jaar later echter een half jaar ouder dan Biden aan het begin van zijn termijn. 
Als running mate koos Biden voor Kamala Harris, senator voor Californië van 2017 tot 2021. Zij is de eerste Afro-Amerikaanse, de eerste Aziatisch-Amerikaanse en de eerste vrouwelijke vicepresident.

## Kabinet–Biden (2021–2025)
| Nr.                  | Functie | Functie                                                  | Ambtsbekleder           | Ambtsbekleder                   | Ambtstermijn     | Ambtstermijn     | Partij |
| -------------------- | ------- | -------------------------------------------------------- | ----------------------- | ------------------------------- | ---------------- | ---------------- | ------ |
| 46                   |         | President van de Verenigde Staten                        | Joe Biden               | Joe Biden (1942)                | 20 januari 2021  | 20 januari 2025  | D      |
| 49                   |         | Vicepresident van de Verenigde Staten                    | Kamala Harris           | Kamala Harris (1964)            | 20 januari 2021  | 20 januari 2025  | D      |
| Kabinet              |         |                                                          |                         |                                 |                  |                  |        |
| Nr.                  | Functie | Functie                                                  | Ambtsbekleder           | Ambtsbekleder                   | Ambtstermijn     | Ambtstermijn     | Partij |
| 71                   |         | Minister van Buitenlandse Zaken                          | Antony Blinken          | Antony Blinken (1962)           | 26 januari 2021  | 20 januari 2025  | D      |
| 78                   |         | Minister van Financiën                                   | Janet Yellen            | dr. Janet Yellen (1946)         | 26 januari 2021  | 20 januari 2025  | D      |
| 28                   |         | Minister van Defensie                                    | Lloyd Austin            | Lloyd Austin (1953)             | 22 januari 2021  | 20 januari 2025  | O      |
| 86                   |         | Minister van Justitie                                    | Merrick Garland         | Merrick Garland (1952)          | 11 maart 2021    | 20 januari 2025  | O      |
| 54                   |         | Minister van Binnenlandse Zaken                          | Deb Haaland             | Deb Haaland (1960)              | 16 maart 2021    | 20 januari 2025  | D      |
| 32                   |         | Minister van Landbouw                                    | Tom Vilsack             | Tom Vilsack (1950)              | 24 februari 2021 | 20 januari 2025  | D      |
| 40                   |         | Minister van Economische Zaken                           | Gina Raimondo           | Gina Raimondo (1971)            | 3 maart 2021     | 20 januari 2025  | D      |
| 29                   |         | Minister van Arbeid                                      | Marty Walsh             | Marty Walsh (1967)              | 23 maart 2021    | 11 maart 2023    | D      |
| 25                   |         | Minister van Volksgezondheid en Sociale Zaken            | Xavier Becerra          | Xavier Becerra (1958)           | 19 maart 2021    | 20 januari 2025  | D      |
| 18                   |         | Minister van Volkshuisvesting en Stedelijke Ontwikkeling | Marcia Fudge            | Marcia Fudge (1952)             | 10 maart 2021    | 22 maart 2024    | D      |
| 19                   |         | Minister van Transport                                   | Pete Buttigieg          | Pete Buttigieg (1982)           | 3 februari 2021  | 20 januari 2025  | D      |
| 16                   |         | Minister van Energie                                     | Jennifer Granholm       | Jennifer Granholm (1959)        | 25 februari 2021 | 20 januari 2025  | D      |
| 12                   |         | Minister van Onderwijs                                   | Miguel Cardona          | Miguel Cardona (1975)           | 2 maart 2021     | 20 januari 2025  | D      |
| 11                   |         | Minister van Veteranenzaken                              | Denis McDonough         | Denis McDonough (1969)          | 9 februari 2021  | 20 januari 2025  | D      |
| 7                    |         | Minister van Binnenlandse Veiligheid                     | Alejandro Mayorkas      | Alejandro Mayorkas (1959)       | 2 februari 2021  | 20 januari 2025  | D      |
| Executive Office     |         |                                                          |                         |                                 |                  |                  |        |
| Nr.                  | Functie | Functie                                                  | Ambtsbekleder           | Ambtsbekleder                   | Ambtstermijn     | Ambtstermijn     | Partij |
| 30                   |         | Stafchef van het Witte Huis                              | Ron Klain               | Ron Klain (1961)                | 20 januari 2021  | 8 februari 2023  | D      |
| 31                   |         | Stafchef van het Witte Huis                              | Jeff Zients             | Jeff Zients (1966)              | 8 februari 2023  | 20 januari 2025  | D      |
| 29                   |         | Nationaal Veiligheidsadviseur                            | Jake Sullivan           | Jake Sullivan (1976)            | 20 januari 2021  | 20 januari 2025  | D      |
| 43                   |         | Directeur van het Bureau voor Management en Budget       | Shalanda Young          | Shalanda Young                  | 24 maart 2021    | 20 januari 2025  | D      |
| 30                   |         | Voorzitter van de Raad van Economische Adviseurs         | Cecilia Rouse           | dr. Cecilia Rouse (1963)        | 12 maart 2021    | 31 maart 2023    | O      |
| 31                   |         | Voorzitter van de Raad van Economische Adviseurs         | Jared Bernstein         | Jared Bernstein                 | 10 juli 2023     | 20 januari 2025  |        |
|                      |         | Wetenschappelijk adviseur                                | Eric Lander             | Eric Lander                     | 25 januari 2021  | 18 februari 2022 |        |
|                      |         | Wetenschappelijk adviseur                                | Arati Prabhakar         | Arati Prabhakar                 | 3 oktober 2022   | 20 januari 2025  |        |
| Buitenlands beleid   |         |                                                          |                         |                                 |                  |                  |        |
| Nr.                  | Functie | Functie                                                  | Ambtsbekleder           | Ambtsbekleder                   | Ambtstermijn     | Ambtstermijn     | Partij |
| 19                   |         | Handels- vertegenwoordiger                               | Katherine Tai           | Katherine Tai (1974)            | 18 maart 2021    | 20 januari 2025  | D      |
| 31                   |         | Ambassadeur bij de Verenigde Naties                      | Linda Thomas-Greenfield | Linda Thomas- Greenfield (1952) | 25 februari 2021 | 20 januari 2025  | D      |
| Agentschappen        |         |                                                          |                         |                                 |                  |                  |        |
| Nr.                  | Functie | Functie                                                  | Ambtsbekleder           | Ambtsbekleder                   | Ambtstermijn     | Ambtstermijn     | Partij |
| 16                   |         | Directeur van de Environmental Protection Agency         | Michael Regan           | Michael Regan (1975)            | 11 maart 2021    | 20 januari 2025  | O      |
| 27                   |         | Directeur van de Small Business Administration           | Isabel Guzman           | Isabel Guzman (1971)            | 17 maart 2021    | 20 januari 2025  | D      |
| Inlichtingendiensten |         |                                                          |                         |                                 |                  |                  |        |
| Nr.                  | Functie | Functie                                                  | Ambtsbekleder           | Ambtsbekleder                   | Ambtstermijn     | Ambtstermijn     | Partij |
| 7                    |         | Directeur van de Nationale Inlichtingendiensten          | Avril Haines            | Avril Haines (1969)             | 21 januari 2021  | 20 januari 2025  | D      |
| 26                   |         | Directeur van de Central Intelligence Agency             | William Joseph Burns    | dr. William Joseph Burns (1956) | 19 maart 2021    | 20 januari 2025  | D      |

## Overige bijzonder zichtbare functionarissen
| Nr. | Functie | Functie                                          | Ambtsbekleder    | Ambtsbekleder           | Ambtstermijn    | Ambtstermijn    | Partij |
| --- | ------- | ------------------------------------------------ | ---------------- | ----------------------- | --------------- | --------------- | ------ |
| 8   |         | Directeur van de Federal Bureau of Investigation | Christopher Wray | Christopher Wray (1966) | 1 augustus 2017 | 20 januari 2025 | R      |
| 1   |         | Speciaal Klimaatgezant                           | John Kerry       | John Kerry (1943)       | 20 januari 2021 | 6 maart 2024    | D      |
| 2   |         | Speciaal Klimaatgezant                           | John Podesta     | John Podesta (1949)     | 6 maart 2024    | 20 januari 2025 | D      |

## Wetenswaardigheden
- Janet Yellen als minister van Financiën, Marcia Fudge als minister van Volkshuisvesting en Stedelijke Ontwikkeling en Jennifer Granholm als minister van Energie zijn de eerste vrouwelijke ambtsbekleders op die ministeries.
- Lloyd Austin als minister van Defensie is de eerste Afro-Amerikaanse ambtsbekleder op dat ministerie.
- Deb Haaland is de eerste Inheems-Amerikaanse ambtsbekleder in het kabinet.